# Euploea limborgii
Euploea limborgii är en fjärilsart som beskrevs av Moore 1878. Euploea limborgii ingår i släktet Euploea och familjen praktfjärilar. Inga underarter finns listade i Catalogue of Life.